# Munizipalität Lentechi
Die Munizipalität Lentechi (georgisch ლენტეხის მუნიციპალიტეტი, Lentechis munizipaliteti) ist eine Verwaltungseinheit (etwa entsprechend einem Landkreis) in der Region Ratscha-Letschchumi und Niederswanetien im Norden Georgiens.

## Geographie

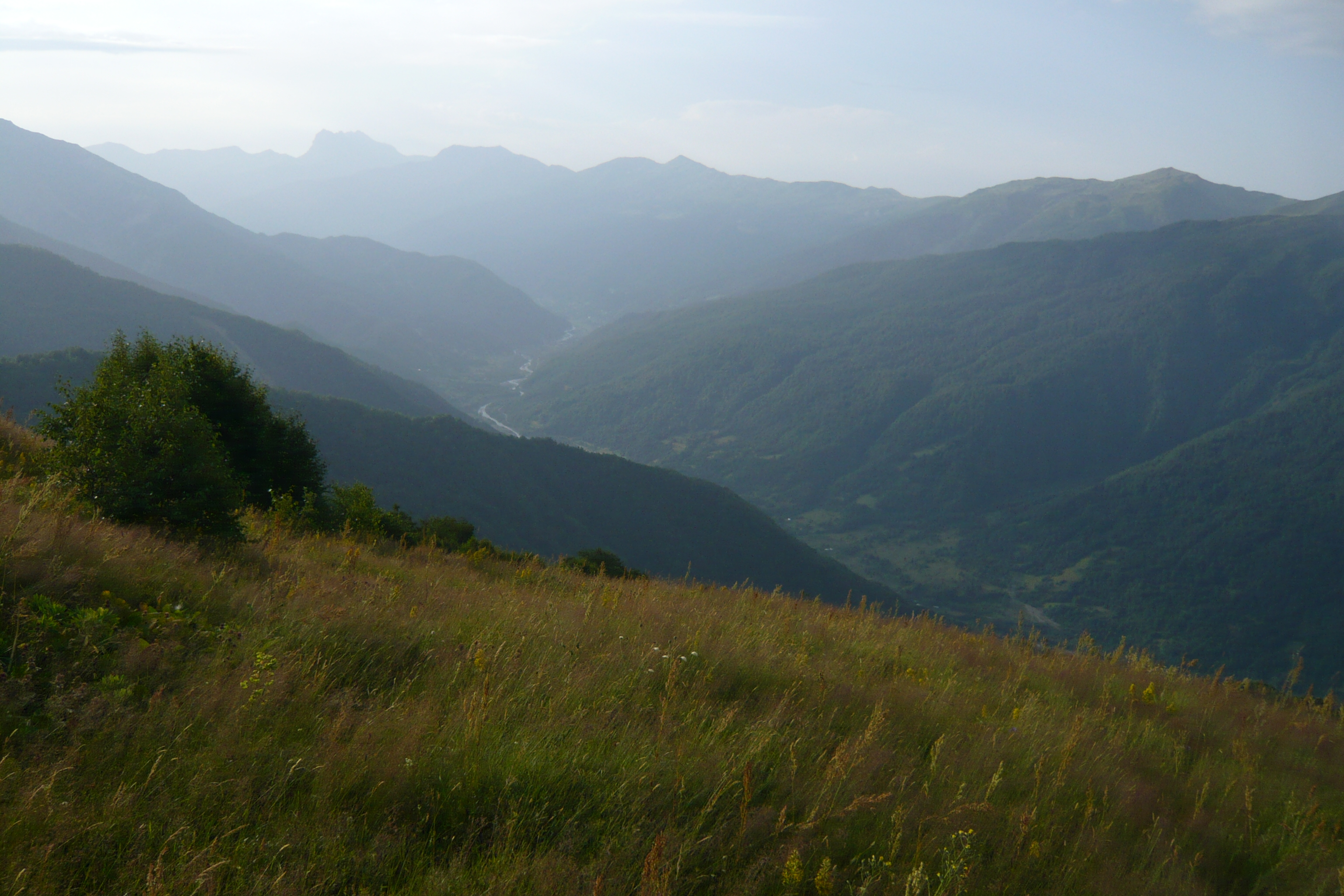
Zcheniszqali-Tal oberhalb von Lentechi, Zentralteil der Munizipalität

Verwaltungszentrum der Munizipalität ist die Minderstadt (georgisch დაბა, daba) Lentechi. Die 1344 km2 große Munizipalität grenzt im Süden an die Munizipalität Zageri, im Südosten an die Munizipalitäten Ambrolauri und Oni, alle ebenfalls in der Region Ratscha-Letschchumi und Niederswanetien, im Südosten an die Munizipalitäten Tschchorozqu und Martwili sowie im Norden an die Munizipalität Mestia der Region Mingrelien und Oberswanetien. Im Nordosten wird die Munizipalität von der Staatsgrenze zu Russland begrenzt (Republik Kabardino-Balkarien).
Die Munizipalität nimmt den oberen Teil des Tales des rechten Rioni-Nebenflusses Zcheniszqali und seiner Zuflüsse ein. Das Gebiet bildet den südlichen Teil der historischen Provinz Swanetien und wird Niederswanetien genannt (georgisch Kwemo Swaneti; Oberswanetien, georgisch Semo Swaneti ist die nördlich anschließende heutige Munizipalität Mestia). Die gesamte Munizipalität liegt im Hochgebirge: Entlang der Grenze zu Russland verläuft der Hauptkamm des Großen Kaukasus mit der 4547 m hohen Ailama als höchstem Gipfel auf diesem Abschnitt, von Oberswanetien im Norden ist das Gebiet durch das bis zu 4009 m (Lahili oder Laila) hohe Swanetische Gebirge getrennt, im Südwesten erstreckt sich das dort bis zu 3174 m hohe Egrissi-Gebirge und im Süden bis Südosten das Letschchumi-Gebirge mit der 3562 m hohen Tschutkara (der höchste Gipfel des Gebirges, der  3584 m hohe Samerzchle, liegt unweit auf einem dort nach Südosten abzweigenden Nebenkamm bereits auf dem Territorium der Nachbarmunizipalität Ambrolauri).

## Bevölkerung und Verwaltungsgliederung
Die Munizipalität hat 4.000 Einwohner (Stand: 2021). Die Einwohnerzahl des entlegenen Gebietes war mit 4.386 Einwohnern (2014) gegenüber der vorangegangenen Volkszählung (8.991 Einwohner 2002) nochmals stark – um über die Hälfte – gesunken, nachdem sie sich bereits seit den 1950er-Jahren (14.692 Einwohner 1959) kontinuierlich verringert hatte.
Bevölkerungsentwicklung
Anmerkung: Volkszählungsdaten

Die größten Ortschaften neben der Minderstadt Lentechi (947 Einwohner) sind die Dörfer Cheledi (258 Einwohner), Rzchmeluri (232) und Sassaschi (182, alle 2014).
Die Munizipalität gliedert sich in acht Gemeinden (für die Minderstadt als „Territorialorgan“ bezeichnet, georgisch teritoriuli organo, ტერიტორიული ორგანო, für die Dörfer georgisch temi, თემი) mit insgesamt 61 Ortschaften (davon fünf ohne ständige Einwohner):
| Gemeinde       | Anzahl Ortschaften | Einwohner (2014) |
| -------------- | ------------------ | ---------------- |
| Cheledi        | 8                  | 511              |
| Chopuri        | 5                  | 280              |
| Lentechi 1     | 9                  | 1523             |
| Rzchmeluri     | 5                  | 443              |
| Schachunderi   | 9 2                | 686              |
| Tschichareschi | 10 2               | 532              |
| Tscholuri      | 12 2               | 406              |
| Zana           | 3                  | 5                |

## Geschichte
Das Gebiet der Munizipalität bildete nach dem Zerfall des Königreiches Georgien ungefähr in den heutigen Grenzen vom 16. Jahrhundert bis zur Annexion durch das Russische Reich in den Jahren 1857 bis 1859 das Fürstentum Niederswanetien. In Folge bildete es bis in die Anfangsjahre der Sowjetunion den mittleren Teil des Ujesds Letschchumi des Gouvernements Kutais mit Sitz in Zageri. 1930 wurde das Gebiet als Rajon Niederswanetien (georgisch ქვემო სვანეთის რაიონი, Kwemo Swanetis raioni; russisch Нижне-Сванетский район, Nischne-Swanetski rajon) eigenständig. 1953 erhielt er den Namen Lentechi nach seinem Hauptort. Nach der Erlangung der Unabhängigkeit Georgiens wurde der Rajon 1995 der neu gebildeten Region Ratscha-Letschchumi und Niederswanetien zugeordnet und 2006 in eine Munizipalität umgebildet.

## Verkehr
Einzige Verkehrsachse der Munizipalität ist die Nationalstraße Sch15 (შ15), die von Kutaissi über Zqaltubo (dort befindet sich die nächstgelegene Bahnstation) und Zageri kommend dem Fluss Zcheniszqali aufwärts folgt. Ganz im Osten der Munizipalität verläuft die Straße dann im Tal des rechten Nebenflusses Sescho bis zu seinem Zufluss Lasdili oberhalb des letzten Dorfes im Tal, des heute nicht ständig bewohnten Qoruldaschi. Der von dort über den 2623 m hohen Sagaropass zwischen Swanetischem Gebirge und Kaukasus-Hauptkamm nach Oberswanetien (Munizipalität Mestia) führende Fahrweg ist im Winter je nach Schneeverhältnissen nicht befahrbar; dieser Abschnitt wurde jedoch zum östlichen Endstück der Nationalstraße Sch7 (შ7) von Sugdidi über Dschwari und Mestia aufgewertet.